# Qualcuno in ascolto
Qualcuno in ascolto (High Frequency) è un film del 1988 diretto da Faliero Rosati.

## Trama
Peter è un tecnico televisivo che si trova sulle alpi svizzere in una stazione per satelliti. Conosce via radio amatoriale un ragazzino statunitense di nome Denny e tra i due si instaura un rapporto di amicizia.
Durante la visione di un incontro di boxe, al di fuori della stazione di Peter imperversa un grosso temporale e una bufera di neve. Improvvisamente un segnale video più forte si sovrappone a quello dell'incontro di pugilato e il tecnico pensando che sia un film decide di registrarlo: nella scena si vede un'inquadratura fissa che riprende un omicidio compiuto da un uomo in una stanza d'appartamento. Dopo un po' il tecnico capisce che non si tratta di un film perché l'inquadratura rimane sempre fissa e riprende tutto ciò che avviene in quella stanza d'appartamento.
Con l'aiuto di Denny, riusciranno ad incastrare l'omicida e alla fine i due protagonisti riescono ad incontrarsi di persona.